# ويليام أربوثنوت لين
السير ويليام أربوثنوت لين هو بارونيت وحامل لوسام الحمام ووسام جوقة الشرف وزميل في كلية الجراحين الملكية (من 4 يوليو 1856 حتى 16 يناير 1943)، كان جراحًا وطبيبًا بريطانيًا. أتقن جراحة العظام والبطن والأذن والأنف والحنجرة، وصمم أدوات جراحية جديدة لتحقيق أقصى قدر من العقامة؛ وبذلك تحققت فكرة «عدم اللمس» في الجراحة، ولا تزال بعض الأدوات التي صممها قيد الاستخدام.
كان لين رائدًا في التثبيت الداخلي للكسور المنزاحة، وإجراءات الحنك المشقوق الجراحية، واستئصال القولون واستئصال القولون في علاج «داء لين» الذي يُطلق عليه الآن اسم الإمساك أو العطالة القولونية، والذي حدده في عام 1908، والذي كانت العمليات الجراحية اللازمة لعلاجه مثيرة للجدل ولكنها جراحة بطنية متقدمة. خلال الحرب العالمية الأولى، بصفته ضابطًا في الفيلق الطبي للجيش الملكي، نظم وافتتح مستشفى كوين ماري في سيدكب، الذي كان رائدًا في مجال الجراحة الترميمية. كان جراحًا بارزًا في الفترات الفيكتورية والإدواردية، وأجرى العمليات على النجوم الاجتماعية والسياسيين والملوك. وهكذا حصل على البارونية في عام 1913.
في أوائل العشرينيات من القرن الماضي، كمدافع مبكر عن الوقاية الغذائية من السرطان، التقى لين بالمعارضة الطبية، واستقال من الجمعية الطبية البريطانية، وأسس جمعية الصحة الجديدة، وهي أول منظمة تمارس الطب الاجتماعي. روّج لين من خلال الصحف والمحاضرات، التي جذبت أحيانًا حشودًا كبيرة للأطعمة الطبيعية والفواكه والخضروات وأشعة الشمس والتمارين الرياضية: كانت خطته لتعزيز الصحة وطول العمر من خلال ثلاث وجبات يوميًا. تتبع لين الأمراض المتنوعة في الحضارة الحديثة، وحثّ الناس على العودة إلى العمل في الأراضي الزراعية.
اعتُبر لين أنه يمر بنزوة نتيجة نظريته الجديدة عن الصحة. اعتبر أطباء الجهاز الهضمي عمومًا تفسير لين للعلاقة بين الإمساك والأمراض الناتجة عن تسممات القولون أمرًا وهميًا تمامًا. ووصفوا جراحات لين لعلاج الإمساك المزمن بأن لا أساس لها من الصحة. ومع ذلك، لا يزال الإمساك يمثل مشكلة صحية كبيرة مرتبطة بعلامات وأعراض متنوعة، بما في ذلك الحالة النفسية التي لا تزال تفسر أحيانًا على أنها مرض لين، وأُعيد استخدام استئصال القولون بالكامل منذ الثمانينيات كعلاج سائد، على الرغم من أن التدخل الغذائي هو الآن خط العلاج الأول.

## حياته وعمله

### طفولته
ولد ويليام أربوثنوت لين في عام 1856 في فورت جورج بالقرب من إينفيرنيس، اسكتلندا، وهو الأكبر من بين ثمانية أطفال لبنيامين لين، الذي كان جراحًا عسكريًا في الإمبراطورية البريطانية. التحق ويليام بمدارس في ثماني دول في أربع قارات، هي أيرلندا والهند وكورفو ومالطا وكندا وجنوب إفريقيا وغيرها، أثناء خدمة والده كطبيب في الجيش. وكنتيجة لإنجاب والدته سبعة أطفال في تتابع سريع من بعده، غالبًا ما تركته عائلته في رعاية أفراد الجيش. في سن الثانية عشرة، أرسله والده إلى مدرسة داخلية في مدرسة ستانلي هاوس في بلدة بريدج أوف آلان في اسكتلندا.

### تعليمه
في عام 1872، رتب له والده وهو في عمر 16 سنة فرصة لدراسة الطب في مستشفى غاي. كان يبدو ويليام خجولًا ويافعًا بالنسبة لعمره؛ ونتيجة لذلك واجه في البداية بعض المشاكل مع زملائه الطلاب، لكنهم أدركوا بسرعة قدراته الاستثنائية. سرعان ما أقنعه أصدقاؤه بالانتقال إلى الجراحة التي كانت مهنة أكثر ضمانًا من الطب الداخلي وقتها. في وقت لاحق، حصل على درجتَي البكالوريوس في الطب والماجستير في الجراحة من جامعة لندن.

### مساره المهني
في عام 1877، في سن 21، تأهل كعضو في الكلية الملكية للجراحين، وبدأ ممارسة مهنته في تشيلسي، لندن، في مستشفى فيكتوريا للأطفال. في عام 1883، أصبح لين زميلًا في الكلية الملكية للجراحين وانضم إلى مستشفى جريت أورموند ستريت، حيث كان استشاريًا حتى عام 1916. في عام 1888، في سن 32، عاد لين إلى مستشفى غاي كأستاذ مساعد في التشريح وجراح مساعد، وظل مع غاي لمعظم حياته المهنية.
أصبح لين معروفًا بشكل خاص بالتثبيت الداخلي للكسور المنزاحة، وإصلاح الحنك المشقوق عند الأطفال حديثي الولادة، وتطوير جراحة استئصال القولون، والتي على الرغم من أنها مثيرة للجدل ويعارضها معظم أقران الجراحة، خاصة جراحة البطن المتقدمة. تعاون لين مع داون براذرز لتصميم عدد من الأدوات الجراحية، بما في ذلك مفك براغي طبي، ورافع السمحاق، وملقط الأنسجة، ومشابك تفاغر الأمعاء، وملقط تثبيت العظام، وملقط العظام. حصل نتيجة الجراحات التي أجراها على الملوك البريطانيين على البارونية عام 1913.
أصبح لين ضابطًا في الفيلق الطبي في الجيش الملكي، ورئيس قسم الجراحة في الجيش، خلال الحرب العالمية الأولى (1914-1918). ونتيجة لعمله كجراح استشاري في ألدرشوت في مستشفى كامبريدج العسكري ولافتتاحه مستشفى كوين ماري في سيدكب (التي تغلب على مقاومة الحكومة لتمويلها بإعطاء هارولد جيليس الذي كان رائدًا في الجراحة الترميمية جناحًا فيها)، أُعطي لين وسام الحمام. في عام 1920، بعد وقت قصير من عودته من الخدمة في زمن الحرب، تقاعد لين من مستشفى غاي، لكنه استمر في ممارسة الطب خارج مكتبه في المنزل.

### كتاباته
نشر لأول مرة في عام 1883، بعد سبع سنوات من بدء حياته المهنية في الجراحة. نشر حوالي 189 مقالًا، بما في ذلك 72 عن الكسور، و16 عن شفة الأرنب والحنك المشقوق، والعديد من المقالات الأخرى حول مواضيع أخرى، وبعد عام 1903، نشر 89 مقالًا مباشرة عن ركود الأمعاء المزمن الذي اختبره لين، مثل العديد من الفيكتوريين. وكتب العديد من الكتب، بما في ذلك كتاب عن الحنك المشقوق، وآخر عن جراحة الركودة المعوية المزمن، وآخر عن الصحة الجديدة. وكتب سيرته الذاتية في مخطوطة مؤرخة في مارس 1936، قبل عيد ميلاده الثمانين بفترة وجيزة وقدمه لعائلته بناءً على طلب من أطفاله، ولكن لم يكن للطباعة.

### عائلته
ولدت زوجة ويليام الأولى، شارلوت جين بريسكو ابنة جون بريسكو، والذي كان ابن الرائد إيرين بريسكو في عام 1890 وإيلين كارولين في عام 1893، وكلاهما في أبرشية سانت أولاف. توفيت شارلوت جين في عام 1935 عن عمر يناهز 78 عامًا. تزوجت ابنته إيلين من ناثان ماتش، الذي كانت شقيقته جين ماتش. في عام 1935، تزوج السير لين من جين ماتش (التي توفيت عام 1966 عن عمر يناهز 82 عامًا).

### شكله
كان لين طويلًا ونحيلًا نوعًا ما، وبدا عليه تقدم العمر ببطء، وكان من الصعب تمييز ردود أفعاله في كثير من الأحيان، ومع ذلك فقد أدلى بآراء قوية في كثير من الأحيان. قيل إن لين كان النموذج الذي بنى عليه جورج برنارد شو شخصية الجراح البذيء، الذي يُدعى كاتلر والبول والمهووس باستئصال «كيس الأنف» الذي يُقال إنه لقب القولون في مسرحية شو بعنوان «معضلة الطبيب». كانت المسرحية تقصد السير ألمروث رايت في غالبها، وكان لين يعرفه جيدًا. بعد وفاة لين، ذكر شو أن المسرحية نُشرت قبل وقت طويل من سماعه عن لين، لكنه أصر على أن جراحات لين في الأمعاء «وحشية». عبرت المسرحية عن نظرة العديد من المعاصرين إلى لين.
بعد عام 1924، تخلى لين عن ممارسته الطبية الخاصة بالإضافة إلى الجراحة، وكرس حياته للطب الاجتماعي والتثقيف العام حول التخلص من الإمساك عبر الحمية ونمط الحياة بالإضافة إلى تعزيز الصحة العامة عبر كتابه الصحة الجديدة. سافر لين كثيرًا وكان رجلًا ذي اهتمامات متنوعة، وزار أمريكا أغلب الأحيان، وكوّن صداقات وزمالات دولية. كان من بين زملائه ومعارفه ألكسيس كاريل وجون بنجامين ميرفي وإيلي ميتشنيكوف والسير جيمس ماكنزي وويليام وورال مايو وأولاده ويليام جيمس مايو وتشارلز هوراس مايو من مايو كلينك الشهيرة.
اقتُبست من لين عدة عبارات من قبل ويليام إي تانر، وهو جراح مقيم في مستشفى غاي وكاتب سيرة ذاتية، ومنها:
- إن الرجل الذي يكون سؤاله الأول، بعد ما يعتبره المسار الصحيح، هو «ماذا سيقول الناس»؟ لن ينال شيئًا على الإطلاق.
- إذا وُجه إليك كلام وقح، رد عليه دائمًا بكلام مهذب. هذا أفضل بكثير.
- إذا كان الجميع يؤمن بشيء ما، فعلى الأرجح أنه غير صحيح!

### وفاته
توفي في منزله في 46 ويستبورن تيراس في بادينغتون، لندن، دبليو 2.